# Серве, Алекс
Александр Луи (Алекс) Серве (фр. Alexandre Louis (Alex) Servais; 2 марта 1896, Люксембург — 17 декабря 1949, Лезен, Во) — люксембургский легкоатлет, выступавший в беге на короткие дистанции, метании копья и диска. Участник летних Олимпийских игр 1920 года.

## Биография
Алекс Серве родился 2 марта 1896 года в городе Люксембург.
В 1920 году вошёл в состав сборной Люксембурга на летних Олимпийских играх в Антверпене. В беге на 100 метров занял в забеге 1/8 финала последнее, 5-е место. В эстафете 4х100 метров сборная Люксембурга, за которую также выступали Жан Кольбах, Пауль Хаммер и Жан Просс, заняла 2-е место в полуфинале с результатом 44,4 секунды и 6-е в финале (44,0), уступив 2,2 секунды завоевавшей золото команде США. В метании копья занял в квалификации 21-е место, показав результат 40,08 метра и уступив 16,695 метра попавшему в финал с 10-го места Хуго Лилльеру из Швеции. Также был заявлен в метании диска, но не вышел на старт. Был знаменосцем сборной Люксембурга на церемонии открытия Олимпиады.
Умер 17 декабря 1949 года в швейцарском городе Лезен.